# Thiago Silva
Thiago Emiliano da Silva, közismert nevén Thiago Silva (Rio de Janeiro, Brazília, 1984. szeptember 22. –) brazil válogatott labdarúgó, a Fluminense hátvédje.

## Pályafutása

### Klubcsapatokban

#### Korai évek
A fiatal Thiago Silva a Fluminense FC csapatának ifiakadémiáján nevelkedett, azonban miután teltek múltak az évek, nem írt alá a nagy csapathoz. A dél-brazíliai Rio Grande do Sul tartomány területén lévő klubhoz, az RS Futebol csapatához írt alá, hamar felfigyelt rá az első osztályú Juventude. Eleinte jobbhátvédként alkalmazták, később középhátvédként, néha védekező középpályásként is. Mindegyik poszton megállta a helyét, és ez elég is volt ahhoz, hogy pár európai csapat figyelmét felhívja. Először a Porto, majd később az orosz Gyinamo Moszkva alkalmazásában állt. A két klubnál sok sérülés hátráltatta a játékban, és visszatért hazájába, hogy újra bizonyíthasson.

#### Fluminense
Thiago Silva végül visszanyerte formáját, miután a Fluminense FC csapathoz szerződött. A bajnokság negyedik helyén végzett a csapat, mindössze 39 gólt kapott, és megnyerte a Copa do Brasil sorozatot is. Thiago Silva kulcsfontosságú szerepet a Copa Libertadoresben is, végül a döntőt elbukták az ecuadori a LDU Quito csapata ellen. Silva végül a bajnokságban 38 mérkőzésen lépett pályára.

#### AC Milan
2008 decemberében csatlakozott a milánói egyesülethez 10 millió euróért,. bár hivatalosan 2009 júliusától a piros-feketék tulajdona, mivel az átigazolási szezon során az európai csapatok nem uniós országokból két játékost szerződtethetnek (2008-ban Andrij Sevcsenko és Tabaré Viudez a két labdarúgó). Végül 2009. január 21-én mutatkozott be egy barátságos meccsen a német Hannover 96 ellen. Hivatalosan azonban a Siena elleni bajnokin debütált. A klub elnöke dicsérte Silvát, miszerint nagyon hatékony középhátvéd, és olykor még a támadásokban is segít felfutásaival. A legjobb középhátvédként tartották már akkor is számon a rutinos Alessandro Nesta mellett. 2009. november 8-án a Lazio ellen betalált, valamint szerzett egy öngólt is.
A következő szezonban ő szerezte az első gólt az idény első mérkőzésen a Lecce ellen, a mérkőzést pedig 4–0-ra nyerte meg a Milan. Hét év után a szezon végén a csapat megnyerte a Serie A kiírását, Silva rendkívül fontos szerepet játszott a csapatban. 39 mérkőzésen mindössze egy sárga lapot gyűjtött be.
2011. május 11-én hivatalossá vált, hogy a brazil hátvéd 2016. június 30-ig meghosszabbította a szerződését.

#### Paris Saint-Germain
2012. július 14-én bejelentésre került, hogy a Paris Saint-Germain szerződtette Silvát, aki öt évre írt alá a francia klubhoz. Debütálására 2012. szeptember 18-án került sor a Dinamo Kijiv elleni Bajnokok Ligája csoportkörében, ahol a 29. percben egyből gólt szerzett. Végül a franciák 4–1 arányban nyertek.
2013. augusztus 22-én bejelentették, hogy Silva további egy évvel, 2018-ig meghosszabbította kontraktusát.
Első mérkőzése csapatkapitányként a 2012–13-as idény 20. fordulójában volt, 2013. január 11-én az Ajaccio elleni 0–0-s meccsen.
A következő évadtól, egészen 2020-ig ő viselhette a kapitányi karszalagot.
2020. június 13-án az egyesület sportigazgatója, Leonardo megerősítette, hogy a 2019–20-as Bajnokok Ligája kiírás befejeztével, 8 év után a brazil hátvéd elhagyja a párizsi gárdát. Silva több mint 300 összecsapáson viselte a csapat mezét, ahol 17 gólt jegyzett.
Legutolsó találkozóját 2020. augusztus 23-án a Bajnokok Ligája döntőjében játszotta, ahova a PSG története során első alkalommal jutott be. Végül 1–0 arányban elvesztették a finálét a német Bayern München ellen.

#### Chelsea
2020. augusztus 28-án hivatalossá vált, hogy ingyen igazolhatóként a Premier League-ben szereplő Chelsea FC-hez írt alá. Szeptember 23-án mutatkozott be a másodosztályú Barnsley elleni, 6–0-s győzelem során az angol ligakupa 3. fordulójában. Három nappal később, szeptember 26-án a bajnokságban is megejtette a debütálását a West Bromwich Albion elleni, 3–3-as döntetlen alkalmával, ahol ő viselhette a csapatkapitányi karszalagot.
2021-ben UEFA-bajnokok ligája-győztes lett a csapat színeiben. 

### A válogatottban

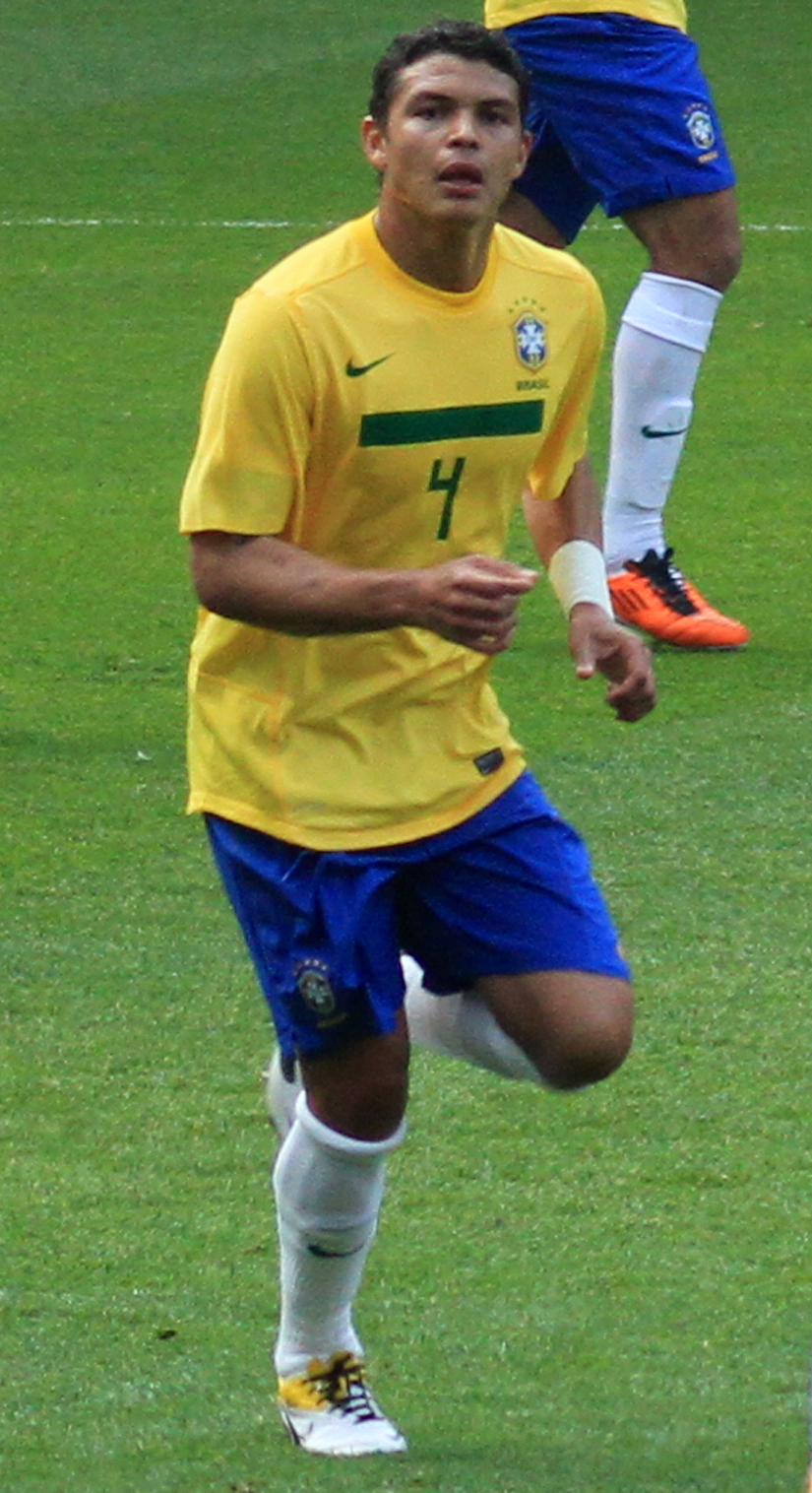
Thiago Silva a skót válogatott ellen 2011 márciusában.

a válogatottban Szingapúr ellen mutatkozott be egy barátságos mérkőzésen. Ezt követte egy Vietnám elleni mérkőzés, ez a két meccs pedig elég volt ahhoz, hogy kiharcolja a részvételét a 2008-as olimpiára. A tornán ugyanannyi mérkőzést játszott, mint a brazil zseni, Ronaldinho.
A 2009. február 10-i olaszok elleni barátságos mérkőzésen az Emirates Stadionban is lehetőséget kapott, a 77. percben állt be Juan helyére. Később megmutathatta tudását az angolok és a katariak ellen is.
Miután a Milanban egész jól futballozott, a szövetségi kapitány, Dunga meghívta a 2010-es világbajnokságra készülő keretbe.
Az új menedzsernél is megállta a helyét, Mano Menezes az USA ellen kezdőként számolt vele egy barátságos meccsen.

## Statisztikái

### Klubcsapatokban
2020. október 24-én frissítve.
| Klub                         | Szezon           | Liga              | Liga  | Liga | Állami bajnokság | Állami bajnokság | Kupa  | Kupa | Ligakupa | Ligakupa | Nemzetközi | Nemzetközi | Egyéb | Egyéb | Összesen | Összesen |
| Klub                         | Szezon           | Bajnokság         | Mérk. | Gól  | Mérk.            | Gól              | Mérk. | Gól  | Mérk.    | Gól      | Mérk.      | Gól        | Mérk. | Gól   | Mérk.    | Gól      |
| ---------------------------- | ---------------- | ----------------- | ----- | ---- | ---------------- | ---------------- | ----- | ---- | -------- | -------- | ---------- | ---------- | ----- | ----- | -------- | -------- |
| RS Futebol                   | 2002             | Gaúcho Série B    | —     | —    | 8                | 2                | —     | —    | —        | —        | —          | —          | —     | —     | 8        | 2        |
| RS Futebol                   | 2003             | Gaúcho Série A2   | —     | —    | 17               | 0                | —     | —    | —        | —        | —          | —          | —     | —     | 17       | 0        |
| RS Futebol                   | Összesen         | Összesen          | —     | —    | 25               | 2                | —     | —    | —        | —        | —          | —          | —     | —     | 25       | 2        |
| Juventude                    | 2004             | Série A           | 28    | 3    | 7                | 0                | 1     | 0    | —        | —        | —          | —          | —     | —     | 36       | 3        |
| Juventude                    | Összesen         | Összesen          | 28    | 3    | 7                | 0                | 1     | 0    | —        | —        | —          | —          | —     | —     | 36       | 3        |
| Porto B                      | 2004–05          | Segunda Divisão B | 14    | 0    | —                | —                | —     | —    | —        | —        | —          | —          | —     | —     | 14       | 0        |
| Porto B                      | Összesen         | Összesen          | 14    | 0    | —                | —                | —     | —    | —        | —        | —          | —          | —     | —     | 14       | 0        |
| Gyinamo Moszkva (kölcsönben) | 2005             | Premjer-Liga      | 0     | 0    | —                | —                | 0     | 0    | —        | —        | 0          | 0          | —     | —     | 0        | 0        |
| Gyinamo Moszkva (kölcsönben) | Összesen         | Összesen          | 0     | 0    | —                | —                | 0     | 0    | —        | —        | 0          | 0          | —     | —     | 0        | 0        |
| Fluminense                   | 2006             | Série A           | 31    | 0    | 4                | 0                | 7     | 0    | —        | —        | 4          | 0          | —     | —     | 46       | 0        |
| Fluminense                   | 2007             | Série A           | 30    | 5    | 9                | 0                | 12    | 3    | —        | —        | —          | —          | —     | —     | 51       | 8        |
| Fluminense                   | 2008             | Série A           | 20    | 1    | 14               | 3                | —     | —    | —        | —        | 12         | 2          | —     | —     | 46       | 6        |
| Fluminense                   | Összesen         | Összesen          | 81    | 6    | 27               | 3                | 19    | 3    | —        | —        | 16         | 2          | —     | —     | 143      | 14       |
| AC Milan                     | 2009–10          | Serie A           | 33    | 2    | —                | —                | 0     | 0    | —        | —        | 7          | 0          | —     | —     | 40       | 2        |
| AC Milan                     | 2010–11          | Serie A           | 33    | 1    | —                | —                | 3     | 0    | —        | —        | 6          | 0          | —     | —     | 42       | 1        |
| AC Milan                     | 2011–12          | Serie A           | 27    | 2    | —                | —                | 2     | 0    | —        | —        | 7          | 1          | 1     | 0     | 37       | 3        |
| AC Milan                     | Összesen         | Összesen          | 93    | 5    | —                | —                | 5     | 0    | —        | —        | 20         | 1          | 1     | 0     | 119      | 6        |
| Paris Saint-Germain          | 2012–13          | Ligue 1           | 22    | 0    | —                | —                | 1     | 0    | 2        | 1        | 9          | 2          | —     | —     | 34       | 3        |
| Paris Saint-Germain          | 2013–14          | Ligue 1           | 28    | 3    | —                | —                | 2     | 0    | 4        | 0        | 7          | 0          | 1     | 0     | 42       | 3        |
| Paris Saint-Germain          | 2014–15          | Ligue 1           | 26    | 1    | —                | —                | 5     | 0    | 3        | 0        | 6          | 1          | 0     | 0     | 40       | 2        |
| Paris Saint-Germain          | 2015–16          | Ligue 1           | 30    | 1    | —                | —                | 4     | 0    | 2        | 0        | 9          | 0          | 1     | 0     | 45       | 1        |
| Paris Saint-Germain          | 2016–17          | Ligue 1           | 27    | 3    | —                | —                | 3     | 1    | 3        | 2        | 7          | 0          | 0     | 0     | 40       | 6        |
| Paris Saint-Germain          | 2017–18          | Ligue 1           | 25    | 1    | —                | —                | 5     | 0    | 2        | 0        | 6          | 0          | 1     | 0     | 39       | 1        |
| Paris Saint-Germain          | 2018–19          | Ligue 1           | 25    | 0    | —                | —                | 4     | 0    | 2        | 0        | 7          | 0          | 1     | 0     | 39       | 0        |
| Paris Saint-Germain          | 2019–20          | Ligue 1           | 21    | 0    | —                | —                | 3     | 1    | 1        | 0        | 9          | 0          | 1     | 0     | 35       | 1        |
| Paris Saint-Germain          | Összesen         | Összesen          | 204   | 9    | —                | —                | 27    | 2    | 19       | 3        | 60         | 3          | 5     | 0     | 315      | 17       |
| Chelsea                      | 2020–21          | Premier League    | 3     | 0    | —                | —                | 0     | 0    | 1        | 0        | 0          | 0          | —     | —     | 5        | 0        |
| Chelsea                      | Összesen         | Összesen          | 3     | 0    | —                | —                | 0     | 0    | 1        | 0        | 0          | 0          | —     | —     | 5        | 0        |
| Karrier összesen             | Karrier összesen | Karrier összesen  | 423   | 23   | 59               | 5                | 52    | 5    | 20       | 3        | 96         | 6          | 6     | 0     | 657      | 42       |

### A válogatottban
2020. október 13-án frissítve.
| Brazília | Brazília | Brazília |
| Év       | Mérkőzés | Gól      |
| -------- | -------- | -------- |
| 2008     | 3        | 0        |
| 2009     | 3        | 0        |
| 2010     | 5        | 0        |
| 2011     | 13       | 0        |
| 2012     | 8        | 1        |
| 2013     | 12       | 1        |
| 2014     | 9        | 1        |
| 2015     | 6        | 1        |
| 2016     | 1        | 0        |
| 2017     | 7        | 1        |
| 2018     | 10       | 1        |
| 2019     | 12       | 1        |
| 2020     | 2        | 0        |
| Összesen | 91       | 7        |

### Góljai a válogatottban
| #  | Időpont              | Helyszín                                           | Ellenfél         | Állás | Végeredmény | Kiírás                 |
| -- | -------------------- | -------------------------------------------------- | ---------------- | ----- | ----------- | ---------------------- |
| 1. | 2012. május 30.      | FedExField, Landover, Maryland, Egyesült Államok   | Egyesült Államok | 2 – 0 | 4 – 1       | Barátságos mérkőzés    |
| 2. | 2013. szeptember 10. | Gillette Stadion, Foxborough, Egyesült Államok     | Portugália       | 1 – 1 | 3 – 1       | Barátságos mérkőzés    |
| 3. | 2014. július 4.      | Estádio Castelão, Fortaleza, Brazília              | Kolumbia         | 1 – 0 | 2 – 1       | 2014-es világbajnokság |
| 4. | 2015. június 21.     | Estadio Monumental David Arellano, Santiago, Chile | Venezuela        | 1 – 0 | 2 – 1       | 2015-ös Copa América   |
| 5. | 2017. június 13.     | Melbourne-i Krikett Stadion, Melbourne, Ausztrália | Ausztrália       | 2 – 0 | 4 – 0       | Barátságos mérkőzés    |
| 6. | 2018. június 27.     | Otkrityije Aréna, Moszkva, Oroszország             | Szerbia          | 2 – 0 | 2 – 0       | 2018-as világbajnokság |
| 7. | 2019. június 9.      | Estádio Beira-Rio, Porto Alegre, Brazília          | Honduras         | 2 – 0 | 7 – 0       | Barátságos mérkőzés    |

## Sikerei, díjai

### Klubcsapatokban
Fluminese
- Brazil kupa: 2007

AC Milan
- Olasz bajnok: 2010–11

Paris Saint-Germain
- Francia bajnok: 2012–13, 2013–14, 2014–15, 2015–16, 2017–18, 2018–19, 2019–20
- Francia kupa: 2014–15, 2015–16, 2016–17, 2017–18, 2019–20
- Francia ligakupa: 2013–14, 2014–15, 2015–16, 2016–17, 2017–18, 2019–20
- Francia szuperkupa: 2013, 2014, 2015, 2016, 2017, 2018, 2019
- Bajnokok Ligája döntős: 2019–20

Chelsea
- UEFA-bajnokok ligája-győztes: 2020–2021
- UEFA-szuperkupa-győztes: 2021
- FIFA-klubvilágbajnokság-győztes: 2021

### A válogatottban
Brazília U23
- Olimpiai ezüstérmes: 2012
- Olimpiai bronzérmes: 2008

Brazília
- Konföderációs kupa: 2013
- Copa América: 2019